# Fronteira Costa do Marfim–Guiné
A fronteira entre a Costa do Marfim e a Guiné é um linha muito sinuosa de 610 km de extensão, sentido norte-sul, que separa a metade norte do oeste da Costa do Marfim do extremo sudeste da Guiné. No norte (paralelo 10 N) se inicia na tríplice fronteira Guiné-Costa do Marfim-Mali e vai para o sul até a outra fronteira tripla, dos dois países com a Libéria. Nesse ponto fica o monte Nimba. Parte da fronteira é definida pelo rio Sankarani.
Separa as regiões, do norte para o sul:
- Costa do Marfim - Denguélé, Bafing, Dix-Huit Montagnes
- Guiné - Kankan, Nzérékoré

Ambas nações foram colônias francesas na África Ocidental desde a última década do século XIX. Obtiveram suas independências em 1958 (Guiné) e 1960 (C. Marfim). 